# Гери и Фреки
В скандинавской мифологии Гери и Фреки — два волка, которые сопровождают бога Одина. На древнеисландском Geri означает «жадный», а Freki — «прожорливый».
Волки-спутники Одина упоминаются в литературных памятниках Скандинавии XIII века — Старшей и Младшей Эдде, а также в скальдической поэзии.
В «Речах Гримнира» (одна из саг Старшей Эдды), стихе 19, говорится, что Один вкушает лишь вино, а всю остальную еду, что стоит у него на столе, он бросает двум волкам, лежащим у его ног:

Гери и Фреки

кормит воинственный

Ратей Отец;

но вкушает он сам

только вино,

доспехами блещущий.

Исследователь Михаэль Шпигель (Michael Spiegel) связывает Гери и Фреки с древними германцами, среди которых часто употреблялись «волчьи» имена, как например, Wulfhroc (Облачённый волком), Wolfhetan (Волчья шкура), Isangrim (Серая маска), Wolfgang (Движущийся как волк), Wolfdregil (Бегущий как волк), Vulfolaic (Танцующий с волками).
Шпигель указывает на общегерманскую роль волчьего культа, который сконцентрированно отображён в скандинавской мифологии и ослаб вместе с христианизацией Европы. Кроме того, он проводит параллели между Гери и Фреки и изображениями волков в других индо-европейских культурах. «В Индии периода Вед волк является животным-спутником Рудры, у римлян — Марса, у немцев — Вотана. Гери и Фреки — не просто животные, но мифические существа, воплощающие физическую мощь Вотана».